# رئيس جهاز المخابرات السرية
يشغل رئيس جهاز الاستخبارات السرية (الإنجليزية: Chief of the Secret Intelligence Service) منصب رئيس جهاز الاستخبارات السرية (SIS، المعروف أيضًا باسم MI6)، وهو جزء من مجتمع الاستخبارات في المملكة المتحدة. يتم تعيين الرئيس من قبل وزير الخارجية، والذي يقدم تقاريره إليه بشكل مباشر. كما يتم تقديم التقارير السنوية إلى رئيس الوزراء.
يقوم رئيس جهاز الاستخبارات السرية عادة بتوقيع الرسائل بالحرف "C" بالحبر الأخضر.  يعود هذا إلى الاستخدام الأولي الذي قام به الكابتن السير مانسفيلد سميث كومينغ، عندما وقع على الحرف "C" بالحبر الأخضر. ومنذ ذلك الحين أصبح الزعيم معروفًا باسم "C".

## تاريخ المنصب
منذ العام 1782 حتى عام 1909، كانت الاستخبارات البريطانية على مستوى الحكومة يتم ادارتها بشكل مباشر من قبل وزارة الخارجية، مع احتفاظ الجيش والبحرية أيضًا بفروع الاستخبارات الخاصة بهما. بحلول عام 1909 أدت التوترات المتزايدة مع ألمانيا إلى دفع لجنة الدفاع الإمبراطوري إلى التوصية بإنشاء مكتب الخدمة السرية لتوفير التنظيم والقيادة لعملية جمع المعلومات الاستخباراتية بالإضافة إلى طبقة من العزل عن أنشطة التجسس لوزارة الخارجية. 
في رسالة مؤرخة 10 أغسطس 1909 من مدير الاستخبارات البحرية، ألكسندر بيثيل، إلى القائد مانسفيلد سميث كومينغ آنذاك، عرض عليه "وظيفة جديدة": فرصة رئاسة القسم الأجنبي لمكتب الخدمة السرية الجديد. كان من المقرر أن يبدأ كومينغ في تولي هذا الدور في الأول من أكتوبر 1909، ولكن العقبات البيروقراطية والتمويلية أدت إلى تأخير بدء عمله. لم يكن أول يوم كامل له في هذه الوظيفة حتى 7 أكتوبر، وحتى ذلك الحين، "ذهب إلى المكتب وبقي طوال اليوم، لكنه لم ير أحدًا، ولم يكن هناك أي شيء يفعله هناك".
أدت فترة تولي كومينغ منصب الرئيس إلى ترسيخ العديد من التقاليد والأعراف الخاصة بهذا المنصب. ومن بين أشهر هؤلاء، كان يوقع على الوثائق بالحرف الأول "C" بالحبر الأخضر، وهي العادة التي استمرت طوال تاريخ الخدمة. كان أحد التقاليد التي لم يتم الحفاظ عليها هو اختيار الرئيس من بين صفوف البحرية الملكية. على الرغم من أن كومينغ وخليفته هيو سنكلير كان لديهما مسيرة طويلة في البحرية، عام 1939 تم تعيين المخضرم ستيوارت مينزيس بدلاً من الضابط البحري (والمرشح المفضل لدى تشرشل ) جيرارد مويرهيد جولد. وقد تم النظر في خطط لتدوير اختيار الرئيس بين مختلف فروع الخدمة العسكرية، ولكن معظم الرؤساء اللاحقين كانوا ضباط استخبارات محترفين.
على الرغم من أن وجود جهاز الاستخبارات السرية، ناهيك عن رئيسه، لم يتم الاعتراف به بشكل رسمي حتى عام 1992،  فإن حقيقة الدور والمهام بقيت سر مفتوح لسنوات عديدة. عام 1932، تم تغريم كومبتون ماكنزي بموجب قانون الأسرار الرسمية بسبب عناصر من كتابه الذكريات اليونانية. ومن بين هذه الجرائم، وفقًا للنائب العام السير توماس إنسكيب، "كشف الاسم الغامض الذي يُعرف به رئيس جهاز المخابرات السرية". وبحلول 30 مايو 1968، كانت صحيفة التايمز على استعداد لذكر اسم مينزيس في نعيه باعتباره "الرئيس السابق للجهاز". وقد أدرجت مناقشة في مجلس العموم عام 1989 عددًا من المنشورات التي تم فيها الكشف عن معلومات حول الرئيس ومنظمته.
أنشأ قانون أجهزة الاستخبارات لعام 1994 الأساس القانوني لجهاز الاستخبارات السرية ومنصب رئيسه. منذ ذلك الحين، أصبح للمكتب رؤية عامة أكبر، بما في ذلك الخطاب الذي ألقاه جون ساورز عام 2010، والذي وصفته صحيفة التايمز بأنه "الأول من نوعه". ويظل الرئيس هو العضو الوحيد في جهاز الاستخبارات السرية الذي يتم الكشف عن هويته رسميًا. كشف تقرير صدر عام 2010 أن رئيس جهاز الاستخبارات السرية كان يتقاضى راتب قدره 169.999 جنيه إسترليني في ذلك الوقت. في يونيو 2025، أُعلن أن السير ريتشارد مور سيخلفه بليز ميتريويلي، التي ستكون أول امرأة تتولى هذه المنصب.

## القائمة
كان الرؤساء للمكتب منذ تأسيسه هم:
| #  | صورة | الاسم (ت الولادة–الوفاة)                       | في المنصب     | في المنصب                 | في المنصب          | مصدر         |
| #  | صورة | الاسم (ت الولادة–الوفاة)                       | البدء         | ترك                       | المدة              | مصدر         |
| -- | ---- | ---------------------------------------------- | ------------- | ------------------------- | ------------------ | ------------ |
| 1  |      | الكابتن السير مانسفيلد سميث-كومينغ (1859–1923) | 7 اكتوبر 1909 | 14 June 1923 †            | 13 سنوات و250 أيام |              |
| 2  |      | الأدميرال السير Hugh Sinclair (1873–1939)      | 1923          | 4 نوفمبر 1939 †           | 15–16 سنة          |              |
| 3  |      | اللواء السير ستيوارت منزيس (1890–1968)         | 1939          | 1952                      | 13–14 سنة          |              |
| 4  |      | اللواء السير جون سنكلير (1897–1977)            | 1953          | 1956                      | 2–3 سنة            |              |
| 5  |      | السير ريتشارد وايت (1906–1993)                 | 1956          | 1968                      | 11–12 سنة          |              |
| 6  |      | السير جون ريني (1914–1981)                     | 1968          | 1973                      | 4–5 سنة            |              |
| 7  |      | السير موريس أولدفيلد (1915–1981)               | 1973          | 1978                      | 4–5 سنة            |              |
| 8  |      | السير آرثر (ديكي) فرانكس (1920–2008)           | 1979          | 1982                      | 2–3 سنة            |              |
| 9  |      | السير كولين فيجرز (1925–2006)                  | 1982          | 1985                      | 2–3 سنة            |              |
| 10 |      | السير كريستوفر كوروين (1929–2013)              | 1985          | 1989                      | 3–4 سنة            |              |
| 11 |      | السير كولين ماكول (born 1932)                  | 1989          | 1994                      | 4–5 سنة            |              |
| 12 |      | السير ديفيد سبيدينغ (1943–2001)                | 1994          | 1999                      | 4–5 سنة            |              |
| 13 |      | السير ريتشارد ديرلوف (born 1945)               | 1999          | 6 مايو 2004               | 4–5 سنة            |              |
| 14 |      | السير جون سكارليت (born 1948)                  | 6 مايو 2004   | 1 نوفمبر 2009             | 5 سنوات و179 أيام  | [ 16 ]       |
| 15 |      | السير جون ساورز (born 1955)                    | 1 نوفمبر 2009 | 1 نوفمبر 2014             | 5 سنوات و0 أيام    | [ 17 ]       |
| 16 |      | السير أليكس يونغر (born 1963)                  | 1 نوفمبر 2014 | 30 سبتمبر 2020            | 5 سنوات و334 أيام  | [ 18 ]       |
| 17 |      | السير ريتشارد مو (born 1963)                   | 1 اكتوبر 2020 | في المنصب ‒30 سبتمبر 2025 | 4 سنوات و302 أيام  | [ 19 ]       |
| 18 |      | بليز متريويلي (born 1977)                      | 1 اكتوبر 2025 | مرشحة للمنصب              | −63 أيام           | [ 1 ] [ 20 ] |

## روابط خارجية
- الموقع الرسمي